# Park Ridge (New Jersey)
Park Ridge ist eine Stadt im Bergen County, New Jersey, Vereinigte Staaten. Das U.S. Census Bureau hat bei der Volkszählung 2020 eine Einwohnerzahl von 8.883 ermittelt.

## Geographie
Die geographischen Koordinaten der Stadt sind 41°2'5" nördliche Breite und 74°2'26" westliche Länge.
Laut dem amerikanischen Vermessungsbüro hat die Stadt eine Gesamtfläche von 6,8 km², wovon 6,7 km² Land und 0,1 km² (1,52 %) Wasser ist.

## Geschichte
Der National Park Service weist für Park Ridge sechs Bauwerke im National Register of Historic Places (NRHP) aus (Stand 29. November 2018), darunter die Park Ridge Station.

## Demographie
Nach der Volkszählung von 2000 gibt es 8708 Menschen, 3161 Haushalte und 2389 Familien in der Stadt. Die Bevölkerungsdichte beträgt 1293,1 Einwohner pro km². 93,48 % der Bevölkerung sind Weiße, 0,86 % Afroamerikaner, 0,14 % amerikanische Ureinwohner, 3,86 % Asiaten, 0,02 % pazifische Insulaner, 0,73 % anderer Herkunft und 0,91 % Mischlinge. 5,32 % sind Latinos unterschiedlicher Abstammung.
Von den 3.161 Haushalten haben 33,3 % Kinder unter 18 Jahre. 65,9 % davon sind verheiratete, zusammenlebende Paare, 7,5 % sind alleinerziehende Mütter, 24,4 % sind keine Familien, 21,3 % bestehen aus Singlehaushalten und in 8,2 % Menschen sind älter als 65. Die Durchschnittshaushaltsgröße beträgt 2,67, die Durchschnittsfamiliengröße 3,12.
23,5 % der Bevölkerung sind unter 18 Jahre alt, 5,6 % zwischen 18 und 24, 28,6 % zwischen 25 und 44, 26,2 % zwischen 45 und 64, 16,2 % älter als 65. Das Durchschnittsalter beträgt 41 Jahre. Das Verhältnis Frauen zu Männer beträgt 100:92,2, für Menschen älter als 18 Jahre beträgt das Verhältnis 100:90,4.
Das jährliche Durchschnittseinkommen der Haushalte beträgt 86.632 USD, das Durchschnittseinkommen der Familien 97.294 USD. Männer haben ein Durchschnittseinkommen von 71.042 USD, Frauen 40.714 USD. Der Prokopfeinkommen der Stadt beträgt 40.351 USD. 3,1 % der Bevölkerung und 1,2 % der Familien leben unterhalb der Armutsgrenze, davon sind 2,3 % Kinder oder Jugendliche jünger als 18 Jahre und 2,1 % der Menschen sind älter als 65.

## Persönlichkeiten
- Suzzy Roche (* 1956), Singer-Songwriterin und Schriftstellerin
- Robin Finck (* 1971), Gitarrist der Bands Nine Inch Nails und Guns N’ Roses
- Matt Turner (* 1994), Fußballspieler